# Списак пустиња по површини
Ово је списак пустиња у свету поређаних по површини. Укључене су све пустиње са површином већом од 50 000 km².

## Пустиње преко 50 000
|    | Острво                     | Површина (km²) | Држава/Државе | Континент                                                   |
| -- | -------------------------- | -------------- | --- | ----------------------------------------------------------- |
| 1  | Антарктичка пустиња        | 14 200 000     | нема (Аргентина, Чиле, Француска, Нови Зеланд, Норвешка и Уједињено Краљевство имају право на територију)                                                                   | Антарктик                                                   |
| 2  | Арктичка пустиња           | 13,900,000     | Сједињене Америчке Државе (Аљаска), Канада (Јукон, Нунавут и Северозападне територије), Финска, Гренланд, Исланд, Норвешка (Свалбард и Јан Мајен), Русија (Сибир) и Шведска | Источна Европа Северна Америка Северна Азија Северна Европа |
| 3  | Сахара                     | 9 100 000      | Алжир, Чад, Египат, Либија, Мали, Нигер, Мауританија, Мароко, Судан, Тунис                                                                                                  | Африка                                                      |
| 4  | Арабијска пустиња          | 2 330 000      | Саудијска Арабија, Јордан, Ирак, Кувајт, Катар, Уједињени Арапски Емирати, Оман и Јемен                                                                                     | Азија                                                       |
| 5  | Пустиња Гоби               | 1 300 000      | Монголија и Кина | Азија                                                       |
| 6  | Патагонија                 | 670 000        | Аргентина и Чиле | Јужна Америка                                               |
| 7  | Велика Викторијина пустиња | 647 000        | Аустралија | Аустралија                                                  |
| 8  | Велики Басен               | 492 000        | Сједињене Америчке Државе | Северна Америка                                             |
| 9  | Чихуахунска пустиња        | 450 000        | Мексико и Сједињене Америчке Државе | Јужна Америка                                               |
| 10 | Велика Пешчана пустиња     | 400 000        | Аустралија | Аустралија                                                  |
| 11 | Каракум                    | 350 000        | Туркменистан | Азија                                                       |
| 12 | Сонора                     | 310 000        | Мексико и Сједињене Америчке Државе | Северна Америка                                             |
| 13 | Кизил Ккум                 | 300 000        | Казахстан, Узбекистан и Туркменистан | Азија                                                       |
| 14 | Takla Makan                | 270 000        | Кина | Азија                                                       |
| 15 | Калахари                   | 260 000        | Ангола, Боцвана, Намибија и Јужна Африка | Африка                                                      |
| 16 | Деште Кевир                | 260 000        | Иран | Азија                                                       |
| 17 | Сиријска пустиња           | 260 000        | Сирија, Јордан и Ирак | Азија                                                       |
| 18 | Пустиња Тар                | 200 000        | Индија и Пакистан | Азија                                                       |
| 19 | Гибсонова пустиња          | 155 000        | Аустралија | Аустралија                                                  |
| 20 | Симпсонова пустиња         | 145 000        | Аустралија | Аустралија                                                  |
| 21 | Атакама                    | 140 000        | Чиле | Јужна Америка                                               |
| 22 | Пустиња Намиб              | 135 000        | Намибија и Ангола | Африка                                                      |
| 23 | Мохаве пустиња             | 65 000         | Сједињене Америчке Државе | Северна Америка                                             |